# Échebrune
Échebrune és un municipi de la regió de la Nova Aquitània, departament del Charente Marítim, a França.